# Amerikaanse presidentsverkiezingen 1948
De Amerikaanse presidentsverkiezingen van 1948 werden gehouden op 2 november 1948. Harry S. Truman werd herkozen als 33e president van de Verenigde Staten. Zijn voorganger Franklin D. Roosevelt overleed eerder tijdens zijn vierde ambtstermijn. De kranten voorspelden een overwinning door Thomas Dewey. Als reactie poseerde Truman na de overwinning met een krant die als kop had Dewey Defeats Truman (Dewey verslaat Truman).

## Presidentskandidaten

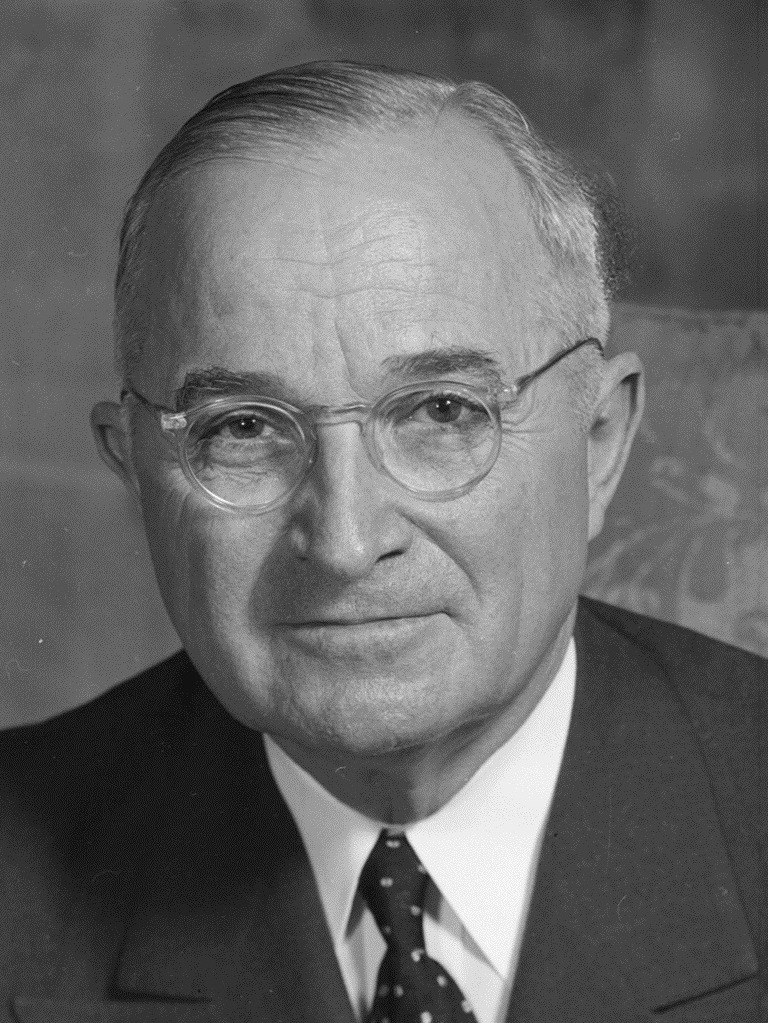
President Harry S. Truman uit Missouri Democratische Partij
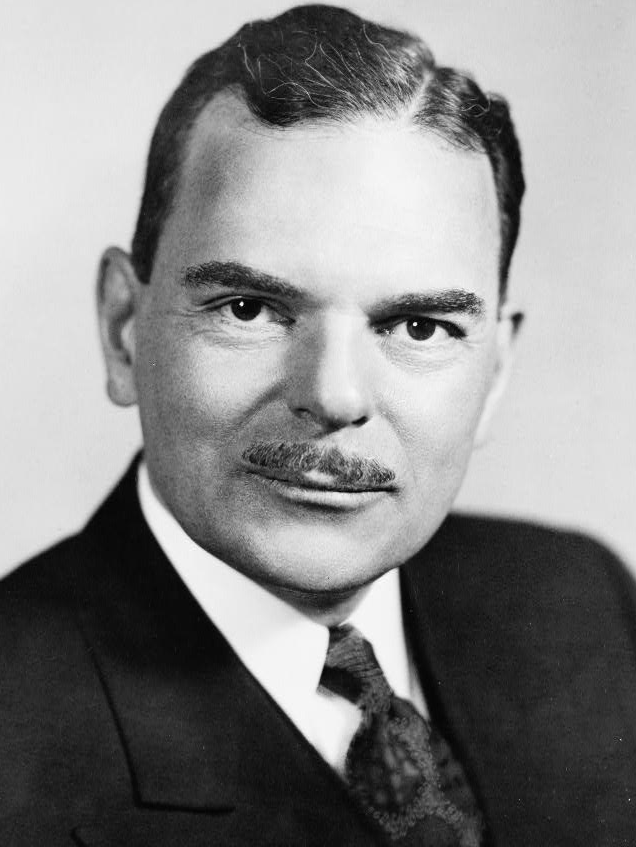
Gouverneur Thomas Dewey uit New York Republikeinse Partij
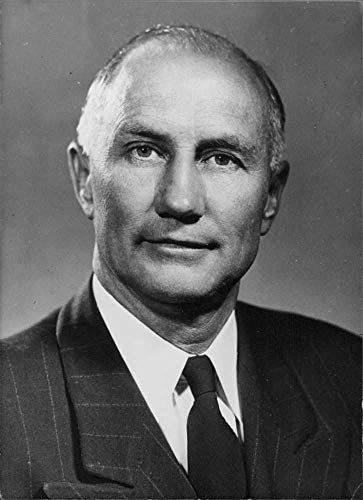
Gouverneur Strom Thurmond uit South Carolina Dixiecrat (Democratische Partij)

### Vicepresidentskandidaten

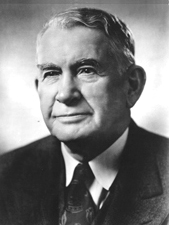
Senator Alben Barkley uit Kentucky Democratische Partij
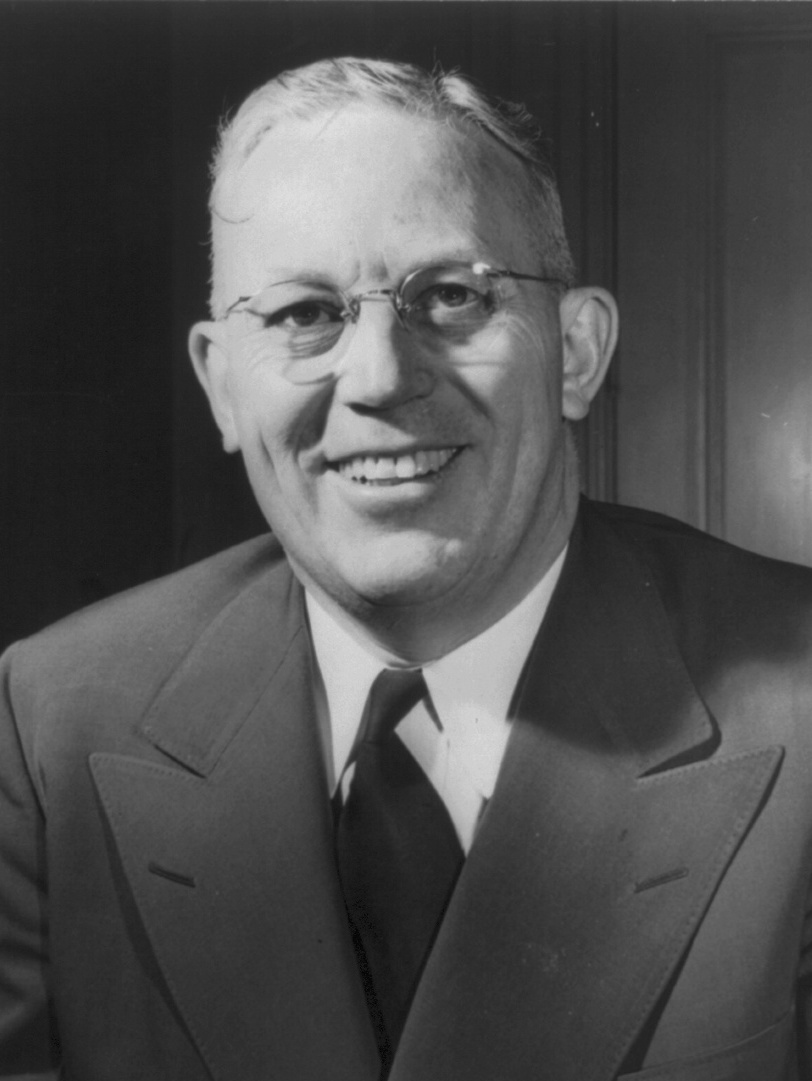
Gouverneur Earl Warren uit Californië Republikeinse Partij
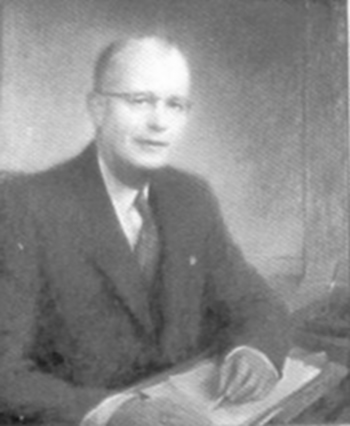
Gouverneur Fielding Wright uit Mississippi Dixiecrat (Democratische Partij)

## Uitslag
| Naam            | Harry S. Truman      | Thomas Dewey         | Strom Thurmond  |
| Partij          | Democratische Partij | Republikeinse Partij | Dixiecrat       |
| Thuisstaat      | Missouri             | New York             | South Carolina  |
| Running mate    | Alben Barkley        | Earl Warren          | Fielding Wright |
| Kiesmannen      | 303                  | 189                  | 39              |
| Gewonnen staten | 28                   | 16                   | 4               |
| Aantal stemmen  | 24.179.347           | 21.991.292           | 1.175.930       |
| Percentage      | 49,6%                | 45,1 %               | 2,4%            |